# Zsuzsanna Fagyal
 (février 2025).
Motif : pas de sources secondaires centrées sur le sujet
- Archive Wikiwix
- Bing
- Cairn
- DuckDuckGo
- E. Universalis
- Gallica
- Google
- G. Books
- G. News
- G. Scholar
- Persée
- Qwant
- (zh) Baidu
- (ru) Yandex
- (wd) trouver des œuvres sur Wikidata

| 1. | Préciser le motif de la pose du bandeau. | Précisez le motif de la pose du bandeau en utilisant la syntaxe suivante : {{admissibilité à vérifier\|date=juillet 2025\|motif=remplacez ce texte par le motif}}                     |
| 2. | Informer les utilisateurs concernés.     | Pensez à avertir le créateur de l'article, par exemple, en insérant le code ci-dessous sur sa page de discussion : {{subst:avertissement admissibilité à vérifier\|Zsuzsanna Fagyal}} |

Zsuzsanna Fagyal, née en 1966, est une linguiste américaine, professeur associée au département de français et d'italien et département de linguistique de l'université de l'Illinois aux États-Unis,,.

## Biographie
Zsuzsanna Fagyal naît en 1966.

## Publications

### Thèse
- Aspects phonostylistiques de la parole médiatisée lue et spontanée. Age, prestige, situation, style et rythme de parole de l'écrivain M. Duras, 1995, Paris 3 (linguistique)[4]

### Ouvrages
- (en) Zsuzsanna Fagyal, Heather Burnett, Mireille Tremblay et Douglas Kibbee, French : A Linguistic Introduction. Second revised and extended edition, Cambridge, Cambridge University Press, 2021(à paraître)[2]
- (en) H. Adlai Murdoch et Zsuzsanna Fagyal, Francophone Cultures and Geographies of Identity, Newcastle, Cambridge Scholars Publishing, 2013, 410 p. (ISBN 978-1-4438-5352-1)
- Zsuzsanna Fagyal (préf. Françoise Gadet), L’Accent des banlieues. Aspects prosodiques du français populaire en contact avec les langues de l’immigration, Paris, L’Harmattan, 2010, 216 p. (ISBN 978-2-296-26285-0, lire en ligne)[5],[6],[7]

### Articles
- (en) Zsuzsanna Fagyal et Eivind Torgersen, « Prosodic rhythm, cultural background, and interaction in adolescent urban vernaculars in Paris: case studies and comparisons », Journal of French Language Studies, vol. 28, no 2,‎ juillet 2018, p. 165–179 (ISSN 0959-2695 et 1474-0079, DOI 10.1017/S0959269518000066, lire en ligne)
- (en) Zsuzsanna Fagyal, « Convergence, divergence et filiation linguistique: retour à l’étude panlectale de la variation en français », Journal of French Language Studies, vol. 26, no 2,‎ juillet 2016, p. 163–166 (ISSN 0959-2695 et 1474-0079, DOI 10.1017/S0959269516000053, lire en ligne)
- Zsuzsanna Fagyal, « Action des médias et interactions entre jeunes dans une banlieue ouvrière de Paris: Remarques sur l'innovation lexicale », Cahiers de sociolinguistique, vol. 9, no 1,‎ 2004, p. 41 (ISSN 1273-6449, DOI 10.3917/csl.0401.0041, lire en ligne)
- Zsuzsanna Fagyal, « La prosodie du français populaire des jeunes: Traits héréditaires et novateurs », Le français aujourd'hui, vol. 143, no 4,‎ 2003, p. 45 (ISSN 0184-7732 et 2107-0857, DOI 10.3917/lfa.143.0045, lire en ligne)
- Zsuzsanna Fagyal, « Combien de clichés mélodiques? Révision de l'inventaire des contours intonatifs stylisés en français », Faits de langues, vol. 7, no 13,‎ 1999, p. 17–25 (DOI 10.3406/flang.1999.1234, lire en ligne)
- Zsuzsanna Fagyal, « Léon, Pierre Roger, Précis de phonostylistique : parole et expressivité, Paris : Nathan Université, Série « linguistique », 1993 », L'information grammaticale, vol. 70, no 1,‎ 1996, p. 59–60 (lire en ligne)
- Zsuzsanna Fagyal et Mary-Annick Morel, « Phonostylistique : étude du style dans la parole », L'information grammaticale, vol. 70, no 1,‎ 1996, p. 16–20 (DOI 10.3406/igram.1996.2986, lire en ligne)